# Nikolay Tzvetkov
Nikolay Tzvetkov est un mathématicien qui travaille sur les équations aux dérivées partielles non linéaires. Il est professeur à l'Ecole Normale Supérieure de Lyon.
Ne pas confondre avec le biochimiste bulgare Nikolay T. Tzvetkov, ni avec l'oligarque russe Nikolaï Tsvetkov (né en 1960) ni le footballeur bulgare de ce même nom. 

## Biographie
Nikolay Tzvetkov fait des études de mathématiques à l'Université Saint-Clément-d'Ohrid de Sofia et obtient une maitrise en 1996, puis il est étudiant en  Ph.D. à l'Institut de mathématique et informatique (IMI) de l'Académie bulgare des sciences, sous la direction de V. Georgiev. Tzvetkov obtient un doctorat français sous la supervision de Jean-Claude Saut à l'Université Paris-Sud en 1999 (titre de la thèse :  Sur le problème de Cauchy pour des équations de type KP). 
De 2000 à 2004, il est chercheur à l'université Paris-Sud; de 2004 à 2009, il est professeur à l'université de Lille I, avant de rejoindre l'université de Cergy-Pontoise en 2009. En 2010, il est nommé membre junior de l'Institut universitaire de France. Il est professeur à l'ENS de Lyon depuis septembre 2022. En 2024, il est nommé membre sénior de l'Institut universitaire de France au titre de la chaire fondamentale.

## Recherche
Nikolay Tzvetkov travaille en théorie des équations aux dérivées partielles, les systèmes dynamiques et la théorie ergodique, et en mécanique des fluides. Il a travaillé avec Nicolas Burq et Patrick Gérard et a contribué à l'étude de l'équation non linéaire de Schrödinger, des équations (soliton) pour les ondes d'eau, l'équation KP et l'équation de Burgers. Avec Burq, il a notamment travaillé sur des équations d'onde avec des conditions initiales aléatoires. 

## Prix et distinctions
Tzvetkov a obtenu le prix Leconte en 2017. Il a également bénéficié d'un ERC starting grant (projet Dispeqno 257293) en octobre 2010.

## Publications
- avec Nicolas Burq et Patrick Gérard, « An instability property of the nonlinear Schrödinger equation on {\displaystyle S^{d}} », Mathematical Research Letters, vol. 9, no 3,‎ 2002, p. 323-335 (DOI 10.4310/MRL.2002.v9.n3.a8).
- avec Nicolas Burq et Patrick Gérard, « Bilinear eigenfunction estimates and the nonlinear Schrödinger equation on surfaces », Inventiones Mathematicae, vol. 159, no 1,‎ 2005, p. 187-223 (DOI 10.1007/s00222-004-0388-x}).
- avec Nicolas Burq et Patrick Gérard, « On nonlinear Schrödinger equations in exterior domains », Annales de l'Institut Henri Poincaré, c: Non Linear Analysis, vol. 21, no 3,‎ 2004, p. 295–318 (DOI 10.1016/j.anihpc.2003.03.002).
- avec Nicolas Burq, « Random data Cauchy theory for supercritical wave equations I: Local theory. », Inventiones Mathematicae, vol. 173, no 3,‎ 2008, p. 449–475 (DOI 10.1007/s00222-008-0124-z).
- avec Nicolas Burq, « Random data Cauchy theory for supercritical wave equations II: A global existence result », Inventiones Mathematicae, vol. 173, no 3,‎ 2008, p. 477–496 (DOI 10.1007/s00222-008-0123-0).
- avec Nicolas Burq et Patrick Gérard, « Strichartz inequalities and the nonlinear Schrödinger equation on compact manifolds », American Journal of Mathematics, vol. 126, no 3,‎ 2004, p. 569–605 (JSTOR 40067950).
- « On the long time behavior of KdV type equations », Séminaire Bourbaki, vol. 66,‎ 2003/2004, p. 219–248 (lire en ligne).
- avec Chenmin Sun, « Gibbs measure dynamics for the fractional NLS », SIAM J. Math. Anal., vol. 52, no 5,‎ 2020, p. 4638-4704 (zbMATH 1448.35481, arXiv 1912.07303)
- avec Chenmin Sun, « New examples of probabilistic well-posedness for nonlinear wave equations », Journal of Functional Analysis, vol. 278, no 2,‎ 2020, p. 108322 (DOI 10.1016/j.jfa.2019.108322)